# ヤーリッシュ・ヘルクスハイマー反応
ヤーリッシュ・ヘルクスハイマー反応、ヘルクスハイマー反応（Jarisch-Herxheimer reaction, JHR）とは、梅毒やレプトスピラ症、回帰熱などの治療などのためにペニシリンなどの抗菌薬を投与した結果、梅毒などの起因菌が体内で大量に死ぬことによって、患者に発熱などが起こることである。名称は、アドルフ・ヤーリッシュ (Adolf Jarisch senior, 1850-1902) と カール・ヘルクスハイマー (Karl Herxheimer, 1861-1944) にちなむ。

## 症状
ヤーリッシュ・ヘルクスハイマー反応の症状としては、次のようなものが知られている。
- 全身の倦怠感
- 発熱
- 頭痛
- 悪寒
- 筋肉痛
- 頻脈
- 体温の上昇
- 呼吸切迫
- 血圧の低下
- 一時的な病変部の悪化

通常は投与後1-4時間前後から始まり、24時間で軽快する。病原の細菌が大量に死滅・破壊されて、細菌内部の毒素が血液に混入することが原因と見られている。この機序から明らかなように、他の感染症の治療の目的で抗菌薬を投与した時にも起こりうる反応である。例えば、梅毒患者に対してヘリコバクター・ピロリの除菌を行った場合などが挙げられる。